# NGC 1260
NGC 1260是一个位于英仙座的一個螺旋星系以及透鏡狀星系。1884年10月19日，天文学家纪尧姆·比古尔丹发现了該天體。NGC 1260是英仙座星系團的一部分。